# Cyklopropanace
Cyklopropanace jsou chemické reakce, při kterých se vytvářejí cyklopropanové kruhy. Jedná se o významnou skupinu reakcí, protože tuto funkční skupinu obsahuje řada důležitých látek, jako jsou pyrethroidy a řada chinolonových antibiotik (například ciprofloxacin a sparfloxacin). Velké úhlové napětí u cyklopropanů ovšem jejich syntézu ztěžuje a způsobuje potřebu použití vysoce reaktivních reaktantů, jako jsou například karbeny, ylidy a karboanionty.
Řada těchto reakcí probíhá cheletropně.

Struktura přírodních insekticidů, pyrethrinu I, R = CH_{3}, a pyrethrinu II, R = CO_{2}CH_{3}

## Způsoby provedení

### Z alkenů s použitím karbenoidových reaktantů
Existuje několik způsobů přeměny alkenů na cyklopropany pomocí karbenů. Protože jsou karbeny velmi reaktivní, tak se obvykle používají ve stabilizované podobě, kde jsou označovány jako karbenoidy.

#### Simmonsova–Smithova reakce
V Simmonsově–Smithově reakci je reaktivním karbenoidem jodmethyljodid zinečnatý, obvykle vytvářený reakcí dijodmethanu se slitinou zinku a mědi (Zn-Cu). K tvorbě karbenoidů lze také použít jiné látky, například dibrommethan nebo diazomethan a jodid zinečnatý. Reaktivitu lze také zvýšit použitím diethylzinku místo Zn-Cu.
Byly popsány i asymetrické cyklopropanace.

#### Z diazosloučenin
Některé diazosloučeniny, například diazomethan, mohou ve dvou krocích reagovat s alkeny za vzniku cyklopropanů. První krok spočívá v 1,3-dipolární cykloadici za tvorby pyrazolinů, jež jsou následně fotochemicky nebo tepelně denitrogenovány na cyklopropany. Tepelný rozklad, při kterém se často používají jako katalyzátory hydroxid draselný a platina, bývá rovněž označován jako Kishnerova syntéza cyklopropanů; lze při něm také použít hydrazin a α,β-nenasycené karbonylové sloučeniny.
Mechanismus rozkladu byl předmětem několika studií a stále není plně prozkoumán, předpokládá se však, že reakce probíhají přes diradikálové meziprodukty.
Tento postup je oproti ostatním karbenovým cyklopropanacím šetrnější k životnímu prostředí, protože se při něm nepoužívají kovy nebo halogenovaná činidla a vedlejším produktem je pouze plynný dusík. Může být ovšem nebezpečný, protože stopová množství nezreagovaných diazosloučenin mohou během tepelného přesmyku pyrazolinu vybouchnout.

##### Pomocí diazosloučenin a kovových katalyzátorů
Methylfenyldiazoacetát a jiné podobné diazosloučeniny mohou sloužit jako prekurzory donor-akceptorových karbenů, které lze použít na cyklopropanace nebo je navazovat na vazby C-H v organických substrátech. Tyto reakce mohou být katalyzovány octanem rhodnatým nebo i chirálními sloučeninami.

#### Z volných karbenů
Volné karbeny lze také použít k cyklopropanacím, jejich využití tímto způsobem je ale omezené, protože jen málo jich lze dobře připravit a téměř všechny jsou nestálé (například u nich dochází k dimerizaci); výjimku tvoři dihalokarbeny, například dichlorkarben nebo difluorkarben, které jsou stabilnější a vytváří geminální dihalocyklopropany.
Tyto sloučeniny lze použít na tvorbu allenů Skattebølovým přesmykem.
Stablizované karbeny též vznikají při Buchnerových reakcích.
Cyclopropanace bývají stereospecifické, protože adice karbenů a karbenoidů na alkeny patří mezi cheletropní syn-adice; například dibromkarben a cis-but-2-en vytváří cis-2,3-dimethyl-1,1-dibromcyklopropan, zatímco trans izomer vede výhradně k trans-produktu.

### Z alkenů pomocí ylidů
Cyklopropany lze připravit s využitím sirných ylidů pomocí Johnsonovy–Coreyovy–Čajkovského reakce, tento proces je ovšem omezen pouze na alkeny chudé na elektrony, hlavně na α,β-nenasycené karbonylové sloučeniny.

### Vnitromolekulární cyklizace
Cyklopropany je možné získat i řadou vnitromolekulárních cyklizací. Jednu z možností představuje použití primárních halogenalkanů s vhodně umístěnými skupinami odtahujícími elektrony. Působením silné zásady se vytvoří karboanion, jenž se následně cyklizuje za odštěpení halogenidu. Jako příklady lze uvést přípravu cyklopropankarbonitrilu a cyklopropylacetylenu. Tento mechanismus je také základem Favorského přesmyku.
Podobným dějem je cyklizace 1,3-dibrompropanu Wurtzovou reakcí. Takto provedl v roce 1881 August Freund přípravu cyklopropanu. Původně byl použit sodík, ovšem při jeho nahrazení zinkem lze dosáhnout lepšího výtěžku.
BrCH2CH2CH2Br + 2 Na → (CH2)3 + 2 NaBr

### Další postupy
- Při Kulinkovičových reakcích vznikají cyklopropanoly reakcemi esterů s Grignardovými činidly za přítomnosti titaničitých alkoxidů.
- Bingelova reakce je reakce sloužící k cyklopropanacím fullerenů.
- Při di-pí methanových přesmycích dochází k fotochemickým přesmykům 1,4-dienů na vinylcyklopropany, které následně mohou projít vinylcyklopropanovými přesmyky

## Biosyntéza

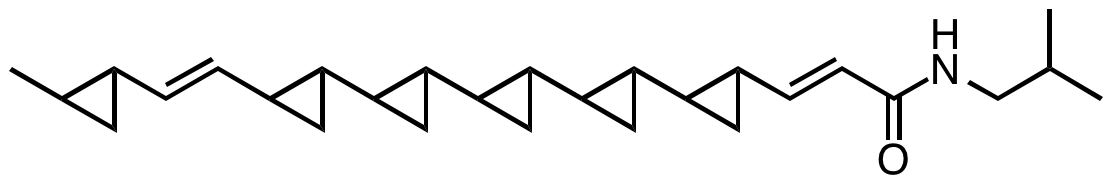
Struktura U-106305, derivátu cyklopropanové mastné kyseliny se šesti cyklopropanovými skupinami, izolovaný ze Streptomyces sp

I když se cyklopropany v živých organismech objevují vzácně, tak byla objevena řada biocyklopropanačních metabolických drah; nejčastější je karbokationtové uzavírání kruhů u izoprenoidů. Cyklopropanové mastné kyseliny vznikají ataky S-adenosylmethioninu (SAM) na nenasycené mastné kyseliny. Prekurzor ethenu jako hormonu, kyselina 1-aminocyklopropan-1-karboxylová, vzniká přímo z SMM vnitromolekulární nukleofilní substitucí SMe2 skupiny po kondenzaci s pyridoxalfosfátem.
In vitro biokatalýzou pomocí upraveného cytochromu P450 z Bacillus megaterium bylo dosaženo přímých přesunů karbenů z diazoesterů na alkeny.